# Casa Muñoz (Puerto Varas)
La Casa Muñoz es un Inmueble de Valor Ambiental ubicado en la ciudad de Puerto Varas, Región de Los Lagos, Chile. Su fecha de construcción se remonta aproximadamente al año 1930.
Es parte del conjunto de construcciones de valor patrimonial que están insertas dentro de la Zona Típica de Puerto Varas, las que se ubican fundamentalmente en el sector poniente de la ciudad y delimitada mediante el Decreto Supremo Nº290 del 4 de junio de 1992.

## Historia
Esta edificación fue construida por Clemente Muñoz Torres, antiguo y reconocido talabartero local, destinada inicialmente para uso residencial y comercial. En la actualidad solo es de uso residencial.
La construcción está emplazada en un terreno con una superficie de 348 m², mientras que la casa tiene 217 m².
Es una construcción de volumetría simple que consta de un piso más soberado, techumbre de zinc acanalado a dos aguas y revestimiento exterior en madera tinglada horizontal y planchas de zinc corrugado.